# West Allis
West Allis is een plaats (city) in de Amerikaanse staat Wisconsin die bestuurlijk gezien valt onder Milwaukee County.

## Demografie
Bij de volkstelling in 2000 werd het aantal inwoners vastgesteld op 61.254. In 2006 is het aantal inwoners door het United States Census Bureau geschat op 58.710, een daling van 2544 (−4,2%).

## Geografie
Volgens het United States Census Bureau beslaat de plaats een oppervlakte van 29,5 km², waarvan 29,4 km² land en 0,1 km² water.

## Sport
De Milwaukee Mile is een racecircuit gelegen in West Allis.
Pettit National Ice Center is de overdekte ijsbaan van Milwaukee. Op dezelfde plek bevond zich een onoverdekte kunstijsbaan: het State Fair Park.

## Geboren
- Liberace  (1919–1987), pianist en entertainer
- Pierre LaPlante (1943), componist, muziekpedagoog, dirigent en fagottist
- Jeffrey Dahmer (1960-1994), seriemoordenaar
- Dan Jansen (1965), schaatser
- Nick Pearson (1979), schaatser

## Plaatsen in de nabije omgeving
De onderstaande figuur toont nabijgelegen plaatsen in een straal van 8 km rond West Allis.